# Ridgeville Corners (Ohio)
Ridgeville Corners es un lugar designado por el censo (en inglés, census-designated place, CDP) ubicado en el condado de Henry, Ohio, Estados Unidos. Según el censo de 2020, tiene una población de 416 habitantes.

## Geografía
La localidad está ubicada en las coordenadas 41°26′20″N 84°15′19″O / 41.43889, -84.25528. Según la Oficina del Censo de los Estados Unidos, tiene una superficie de 2.37 km², correspondientes en su totalidad a tierra firme.

## Demografía
Según el censo de 2020, hay 416 personas residiendo en la localidad. La densidad de población es de 175.53 hab./km². El 91.83% de los habitantes son blancos, el 0.48% son afroamericanos, el 0.48% son asiáticos, el 0% eran isleños del Pacífico, el 3.13% son de otras razas y el 4.09% son de una mezcla de razas. Del total de la población, el 7.69% son hispanos o latinos de cualquier raza.